# Ульев, Марк Евгеньевич
Марк Евгеньевич Ульев (род. 6 февраля 2005, Рыбинск, Ярославская область) — российский хоккеист, защитник. Обладатель Кубка Гагарина 2025 года. Мастер спорта России (2023).

## Биография
Воспитанник ярославского «Локомотива». С сезона 2021/22 — игрок команды МХЛ «Локо», в следующих двух сезонах также сыграл 8 матчей в МХЛ за «Локо-76». В сезоне 2023/24 дебютировал в КХЛ, проведя один матч за «Локомотив» — 26 декабря в гостях против «Куньлунь Ред Стар» (2:1).
В сезоне 2023/24 МХЛ долгое время лидировал среди защитников-бомбардиров, стал лучшим защитником-ассистентом лиги. По показателю полезности («+52») уступил только рекордсмену МХЛ Алексею Егорову. Стал обладателем Кубка Вызова в Туле, был признан лучшим защитником сезона МХЛ.
По состоянию на май 2024 года — студент 1 курса Ярославского филиала МФЮА.